# Projet ONG2
Le projet ONG II est le second projet d’appui aux associations algériennes de développement.
Dans le cadre du développement de la coopération avec l'Union européenne, l'Algérie a engagé à travers l'Agence de développement social (ADS) par délégation du ministère de l'Emploi et de la Solidarité. Le projet ONG II s'inscrit dans la continuité du projet ONG I réalisé entre 2000 et 2004. Ce projet d’appui aux associations algériennes de développement a démarré le 3 septembre 2006 et clôturé en mars 2010 consiste à consolider et renforcer plus les capacités du mouvement associatif algérien.

## Le projet ONG2 en quelques chiffres
Au premier appel du 2 juin 2007 au 1er août 2007, 108 dossiers ont été déposés dont 26 retenus, au second appel du 25 décembre 2007 au 25 février 2008, 253 dossiers ont été déposés dont 95 retenus puis au troisième appel du 21 juin 2008  au 20 juillet 2008, 27 dossiers ont été déposés dont 14 retenus.
Sur 48 wilayas, 38 ont bénéficié d’au moins un projet soit 79,2 %. Les deux wilayas d'Alger et d'Oran ont plus de 10 projets, quatre wilayas ont de 6 à 10 projets Ghardaïa, Tizi Ouzou, M'Sila et Blida) et 32 wilayas ont entre 1 et 5 projets. Les 10 wilaya qui n’ont aucun projet sont Tissemsilt, Saïda, Relizane, Mascara, Tamanrasset, Illizi, Tindouf, Tébessa, Guelma et El Tarf.
Sur les 76 associations financées par ONG I, 25 soit près de 33 %, ont émargé au projet ONG II. Leurs projets représentent 19, 2 % de l'ensemble des projets financés par le projet ONG II. Le comité d’évaluation a examiné 388 dossiers de demandes de subvention et 131 projets associatifs retenus.
En termes quantitatifs, le taux d'atteinte de l'objectif est de 87,3 %, le nombre de bénéficiaires est de  1 282 personnes pour 32 formations.
Les 14 projets associatifs financés par le troisième appel à propositions, ont permis la mise en réseau de 335 associations.

## Staff
Youcef Rahmi a été le directeur du Projet ONG2 assisté d'Assia Harbi et de Téric Boucebci.